# 1-я Курская пехотная дивизия
1-я Курская пехотная дивизия (1 кпд) — воинское соединение Сухопутных войск в РККА РСФСР.
В литературе встречается наименование — 1-я Курская Советская пехотная дивизия.

## История
В первых числах апреля 1918 года, грубо нарушив условия Брестского мира, германские интервенты и гайдамаки-сепаратисты, вторглись на территорию РСФСР, захватили Новозыбков, Клинцы, Унечу, Ворожбу, угрожая Брянску и Курску. Первыми, кто дал отпор захватчикам стали красногвардейские и партизанские отряды из местных жителей, в связи с чем приказами Л. Д. Троцкого Председателя РВСР № 37 и руководителя Западноно участка отрядов завесы (ЗУОР) была создана в июле 1918 года в Курской губернии из частей Курского отряда Западного участка отрядов завесы Курская пехотная дивизия.
13 августа 1918 года согласно приказу ЗУОР № 187 Курская пехотная дивизия переименована в 1-ю Курскую пехотную дивизию и включена в состав Западного участка отрядов завесы, в сентябре — октябре включена в состав Орловского военного округа.
В сентябре 1918 года пехотная дивизия переименована в 9-ю пехотную, а 3 октября приказом по войскам Орловского военного округа № 337 переформирована в 9-ю стрелковую дивизию в составе:
- управление
- 1-я стрелковая бригада:
  - 73-й стрелковый полк
  - 74-й стрелковый полк
  - 75-й стрелковый полк
- 2-я стрелковая бригада:
  - 76-й стрелковый полк
  - 77-й стрелковый полк
  - 78-й стрелковый полк.
- 3-я стрелковая бригада:
  - 79-й стрелковый полк
  - 80-й стрелковый полк
  - 81-й стрелковый полк.
- 9-й артиллерийский полк.
- 9-й кавалерийский полк.[1].

## Военные руководители
- Глаголев, Василий Павлович, начдив (3 мая 1918 — октябрь 1918)
- Молкочанов, Михаил Васильевич, начдив (23 октября 1918 — 30 мая 1919)
- Орлов, Михаил Александрович, начдив (с 30.05.1919 по 18.09.1919)[2]
- Солодухин, Пётр Андрианович, начдив (август 1919 — июль 1920)
- Шукевич, Иван Людвигович (с 18.09.1919 по 3.10.1919)[3]